# ژئتبه
شهر ژئتبه (به فرانسوی: Geetbets) در ناحیه اداری لوان  در استان فلومیش بربان  در منطقه فلاندری در کشور بلژیک واقع شده‌است.